# Fontaines-en-Duesmois
Fontaines-en-Duesmois település Franciaországban, Côte-d’Or megyében. Lakosainak száma 117 fő (2022. január 1.). Fontaines-en-Duesmois Villaines-en-Duesmois, Touillon, Chaume-lès-Baigneux, Lucenay-le-Duc és Magny-Lambert községekkel határos.

## Népesség
A település népességének változása:
| Lakosok száma | 175  | 134  | 124  | 143  | 125  | 122  | 120  | 118  | 117  | 117  |
|               | 1968 | 1982 | 1990 | 2006 | 2013 | 2015 | 2017 | 2019 | 2020 | 2022 |